# Octosíl·lab
L'octosíl·lab és un vers de vuit síl·labes mètric, per tant és d'art menor i en principi no ha de tenir cap organització interna. Amb tot, és usual en aquest tipus de vers que els accents tònics estiguin en les posicions parells, sobretot la quarta síl·laba. És un vers molt utilitzat en català, a l'edat mitjana era la base per les noves rimades i la codolada. En època contemporània l'han usat molts poetes.
Un exemple de poema de versos octosíl·labs és el que es titula Lorelei de Gabriel Ferrater, extret del seu recull unitari Les dones i els dies:
Sé molt bé tot el que vol dir

que em trobi tan content.

Un instant d'un passat estiu

no se me'n va del pensament.

Les pedres tèbies de lluna, 5

i a l'herba frisa el vent de mar.

Per una escala que s'enruna

pugen ella i un embriac.

La noia amb blue-jeans es proposa

tenir bondat per l'home incert. 10

No fuig de veure's en l'ull de boira

ni burla el pas que es perd.

Ara la mena un seny d'ofrena:

li han dit sempre que l'ofegués.

I això, tota soleta, 15

la noia meva ho ha fet..

En aquest poema tots els versos són octosíl·labs, excepte el número 15 que és hexasíl·lab. El vers 11 a més, és un octosíl·lab amb cesura femenina, que permet no comptar la darrera síl·laba àtona del primer hemistiqui i així el vers mesura vuit síl·labes mètriques.

BIBLIOGRAFIA:
Bargalló Valls, Josep (1991): Manual de Mètrica i versificació catalanes. Ed. Empúries. Col·lecció Les Naus. Barcelona.
Oliva i Llinàs, Salvador (1988): Introducció a la Mètrica. Quaderns Crema. Assaig Minor, núm. 4. Barcelona.
Parramon i Blasco, Jordi (2000): Diccionari de Poètica. Edicions 62. Col·lecció El Cangur Diccionaris, núm. 265. Barcelona.
Serra i Baldó, A i Llatas, Rossend (1986): Resum de Poètica Catalana. Mètrica i Versificació. Ed. Barcino. Col·lecció Popular, núm. 75. Barcelona.